# David Rabe
David William Rabe (ur. 10 marca 1940 w Dubuque) – amerykański dramaturg i scenarzysta. Laureat nagrody Tony za najlepszą sztukę w 1972 – Patyki i kości (Sticks and Bones), a także nominacje do nagrody Tony za najlepszą sztukę w 1974 (In the Boom Boom Room), 1977 (Streamers) i 1985 (Hurlyburly).

## Życiorys
Urodził się w Dubuque w stanie Iowa w rodzinie pochodzenia niemieckiego i irlandzkiego jako syn Ruth (z domu McCormick), pracowniczki domu towarowego, i Williama Rabe, nauczyciela i pakowacza mięsa. Wychowywał się w pobożnej rodzinie katolickiej. W 1962 otrzymał licencjat z katolickiej Loras College, gdzie już jako uczeń zaczął pisać krótkie opowiadania i sztuki. Następnie rozpoczął studia magisterskie na prywatnym katolickim Vilanowa University w Pensylwanii, zanim w 1965 został wezwany do służby wojskowej w United States Army i jako sanitariusz pojechał na wojnę do Wietnamu. Po prawie rocznym pobycie wrócił i próbował odnaleźć się w swoim środowisku akademickim. Dzięki pomocy Fundacji Rockefellera Rabe zaczął pisać swoje dwie pierwsze sztuki, które stały się początkiem jego kariery dramaturgicznej.
Rabe napisał także scenariusz do dramatu wojennego Rambo – Pierwsza krew dla producenta Martina Bregmana, Mike’a Nicholsa zainteresowanego reżyserią i rolą Johna Rambo napisaną dla Ala Pacino, ale nie został on nakręcony, ponieważ Pacino uznał go za „zbyt ekstremalny” i odmówił udziału w nim.

## Życie prywatne
8 marca 1979 zawarł związek małżeński z aktorką Jill Clayburgh, z którą miał córkę Lily Rabe (ur. 29 czerwca 1982) i syna Michaela (ur. 1986). Jill Clayburgh zmarła w 2010 na białaczkę. 

## Filmografia
- 1982: Szybciej tańczyć nie umiem (I’m Dancing as Fast as I Can)
- 1983: Chorągiewki (Streamers)
- 1989: Ofiary wojny (Casualties of War)
- 1990: Stan łaski (State of Grace z Dennisem McIntyre)
- 1993: Firma (The Firm z Robertem Towne i Davidem Rayfielem)
- 1998: Harmider (Hurlyburly)
- 1999: In the Boom Boom Room